# Madden NFL 2001
Madden NFL 2001 är ett amerikanskt fotbollsdatorspel. Det är tredje i Madden NFL-serien för att inkludera en NFL-spelare, Tennessee Titans som trycker tillbaka Eddie George, på dess omslag (den första är Madden NFL '95, som innehöll Erik Williams och Karl Wilson tillsammans med Madden själv). Dessutom är det det första spelet i serien att ha en spelare, istället för John Madden som framträdande på boxkonsten. I stället visas hans bild på en liten logotyp, som skulle återkomma för varje följande spel till Madden NFL 06. Det är också det första spelet i Madden NFL-serien som visas på PlayStation 2-spelkonsolen. Detta är det första Madden-spelet som har NFL Europe-lag.